# Aezio (prefetto del pretorio)
Aezio (in latino: Aetius; fl. 419-425) è stato un funzionario romano dell'Impero romano d'Oriente.

## Biografia
Aezio fu Praefectus urbi di Costantinopoli. Era certamente in carica il 23 febbraio 419, quando un anziano di nome Ciriaco cercò di assassinarlo, e ancora il 4 ottobre di quello stesso anno, quando ricevette una legge conservatasi nel Codex Theodosianus. Ricevette anche una legge datata 409, ma emendata dagli studiosi al 418/420/422, in base alla quale doveva ridurre il numero di addetti della Grande chiesa (questa riduzione è stata suggerita come causa del tentativo di assassinio). Forse era ancora in ufficio nel 421, quando edificò la "cisterna di Aezio" (di 152x152 m) per servire l'acquedotto di Valente a Costantinopoli.
Una legge a lui indirizzata il 5 maggio 425 lo designa Prefetto del pretorio: probabilmente era Prefetto del pretorio d'Oriente, meno probabilmente dell'Illirico.